# 1942 у хокеї з шайбою
Нижче наведені хокейні події 1942 року у всьому світі.

## НХЛ
У фіналі кубка Стенлі «Торонто Мейпл-Ліфс» переміг «Детройт Ред-Вінгс».

## Національні чемпіони
- Богемія та Моравія: ЛТЦ (Прага)
- Румунія: «Ювентус» (Бухарест)
- Словаччина: СК (Братислава)
- Угорщина: БКЕ (Будапешт)
- Франція: «Шамоні» (Шамоні-Мон-Блан)
- Швейцарія: «Давос»
- Швеція: «Гаммарбю» (Стокгольм)

## Міжнародні турніри
- Кубок Шпенглера: «Давос» (Швейцарія)
- Кубок Татр: «Татри» (Попрад, Словаччина)

## Народились
- 2 серпня — Владімір Дзурілла, чехословацький хокеїст. Чемпіон світу. Член зали слави ІІХФ.